# Жеревпілля
Жеревпі́лля — село в Україні, у Іванківській селищній громаді Вишгородського району Київської області. Населення становить 384 осіб.
Жеревпілля утворилося при з'єднанні сел Інвалідна і Лукашівка.

## Історія
7 (20) листопада 1917 року, відповідно до Третього Універсалу Української Центральної Ради, увійшло до складу Української Народної Республіки.
15 листопада 1921 р. під час Листопадового рейду в Інвалідній і Лукашівці зупинилася на ночівлю Волинська група (командувач — Юрій Тютюнник) Армії Української Народної Республіки.
12 червня 2020 року, відповідно до розпорядження Кабінету Міністрів України № 715-р «Про визначення адміністративних центрів та затвердження територій територіальних громад Київської області», увійшло до складу Іванківської селищної територіальної громади.
19 липня 2020 року, в результаті адміністративно-територіальної реформи та ліквідації Іванківського району, село увійшло до складу новоутвореного Вишгородського району.
З кінця лютого до 1 квітня 2022 року село було окуповане російськими військами.

## Відомі уродженці
- Ставинога Віктор Володимирович (10.03.1961) — майстер спорту СРСР з важкої атлетики (1982), майстер спорту України з пауерліфтингу (1999), бронзовий призер чемпіонату Європи з важкої атлетики в Чехії (2001), срібний призер чемпіонату світу з важкої атлетики (2008), срібний призер чемпіонату Європи з важкої атлетики (2009), чемпіон перших Європейських ігор з важкої атлетики (2011), чемпіон світу серед ветеранів з важкої атлетики (2012).